# Tajemnica starego rodu
Tajemnica starego rodu – polski film niemy z 1928 roku.
W głównej roli kobiecej wystąpiła Jadwiga Smosarska, największa gwiazda polskiego kina w okresie dwudziestolecia międzywojennego.

## Główne role
- Stanisław Knake-Zawadzki (Maurycy, książę Zamiłło),
- Jadwiga Smosarska (2 role: Alicja, siostra księcia; Lidia, córka rybaka),
- Wiesław Gawlikowski (rybak Szymon, ojciec Lidii),
- Jerzy Marr (Ryszard, sekretarz księcia),
- Maria Gorczyńska (hrabina Wernerowiczowa),
- Stanisław Gruszczyński (rotmistrz Kubuś),
- Kazimierz Justian (parobek),
- Władysław Walter (wachmistrz),
- Kazimierz Krukowski (rekrut Moryc),
- Antoni Bednarczyk (2 role: hajduk Ławruk z 1831 roku; dziad Ławruk),
- Paweł Owerłło (Mikołaj I Romanow),
- Zygmunt Tokarski (adiutant),
- Roman Hierowski (Hieronim, książę Zamiłło),
- Józef Maliszewski

## Fabuła
„Stary ród książąt Zamiłłów wygasa. Gdy umrze książę Maurycy, ojciec lekkomyślnej Alicji, trzeba będzie na jego grobie strzaskać tarczę herbową. Wykrywa się przecież pewna tajemnica rodowa, odnajdują się pewne dokumenty, wychyla się przeszłość, która wikła teraźniejszość. Młody i przystojny sekretarz księcia budzi w Alicji pierwsze poruszenia zmysłów, zapala się do niej, lecz ona bawi się tylko jego sercem i wkrótce zapomina, uwodząc dziarskiego rotmistrza. Lecz oto i sekretarz wdział mundur rezerwisty. I znów zdarza się, że zakwita pąk wiośnianego uczucia między nim a prostą córką rybaka, uroczą jak Świtezianka dziewczyną, kochaną przez zbrodniczego parobka, który w szale zazdrości knuje plan zemsty nad szczęśliwym rywalem...” (Fragment programu filmowego)

## Plenery
- Jadwisin, Narew.